# Hexacarbonilo de molibdeno
El hexacarbonilo de molibdeno (también llamado hexacarbonilmolibdeno) es el compuesto químico con fórmula Mo(CO)6. Este sólido incoloro, como sus análogos de cromo y wolframio, es destacable por ser un derivado de un metal, en su estado de oxidación cero, volátil y estable al aire.

## Estructura y propiedades
El Mo(CO)6 adopta una geometría octaédrica (Oh) que consta de seis ligandos de CO en forma de barra que se colocan radialmente alrededor del átomo central de Mo. El momento dipolar del complejo es 0 Debye. La distancia Mo-C es 206 pm. El número de onda de la vibración de estiramiento C-O νCO del monóxido de carbono libre es 2004 cm-1. Es un complejo estable de 18 electrones de valencia.
Un debate menor recurrente en algunos círculos químicos se refiere a la definición de un compuesto "organometálico". Por lo general, organometálico indica la presencia de un metal unido directamente a través de un enlace M-C a un fragmento orgánico, que a su vez debe tener un enlace C-H. Según esta estricta definición, el Mo(CO)6 no es organometálico.
El compuesto es relativamente estable en el aire. Es poco soluble en solventes orgánicos no polares. Al igual que todos los carbonilos metálicos, el hexacarbonilo de molibdeno, cuando se maneja incorrectamente, es una fuente de metal volátil y monóxido de carbono.

## Preparación y síntesis
El hexacarbonilo de molibdeno es sintetizado por reducción del hexacloruro de molibdeno (MoCl6) a presión con monóxido de carbono. Sin embargo, rara vez se produce de esta manera en el laboratorio porque el equipo necesario es costoso y no se trata de un compuesto químico caro.
{\displaystyle \mathrm {MoCl_{6}\ +\ 6\ CO\ +\ 2\ Al(C_{2}H_{5})_{3}\ {\xrightarrow {\ }}Mo(CO)_{6}\ +\ 2\ AlCl_{3}\ +\ 3\ C_{4}H_{10}} }
También se puede obtener mediante carbonilación reductora a alta presión de cloruro de molibdeno (V) en presencia de la aleación Devarda como aceptor de haluro.
{\displaystyle \mathrm {MoCl_{5}\ +\ 6\ CO\ {\xrightarrow[{}]{Cu-Al}}\ Mo(CO)_{6}} }

## Reactividad
El Mo(CO)6 es un reactivo popular en la síntesis organometálica porque uno o más ligandos de CO pueden ser desplazados por otros ligandos dadores. Mo(CO)6, [Mo(CO)3(MeCN)3] y derivados relacionados se utilizan como catalizadores en síntesis orgánica, por ejemplo, la metátesis de alquino y la reacción de Pauson-Khand.

### Derivados monosustituidos
La fotólisis UV de una disolución Mo(CO)6 en THF da Mo(CO)5(THF). Este complejo es útil para la preparación selectiva de muchos derivados monosustituidos.

### Derivados disustituidos
Los ligandos quelantes pueden instalarse por reacción directa con Mo(CO)6. Por ejemplo, el Mo(CO)6 reacciona con 2,2′-bipiridina para proporcionar Mo(CO)4(bipy).